# Rashida Tlaib
Rashida Harbi Tlaib, född 24 juli 1976 i Detroit i Michigan, är en amerikansk advokat, demokratisk politiker och sedan 2019 ledamot av USA:s representanthus.

## Politisk karriär
Rashida Tlaib är uppvuxen i Detroit där hon arbetat som lokalpolitiker i sex år. 2008 valdes hon in i Michigans representanthus som den första muslimska kvinnliga politikern i delstaten Michigan.
I mellanårsvalet i USA 2018 vann hon en plats i USA:s representanthus. Eftersom Michigans 13:e distrikt som hon representerar är helt dominerat av demokraterna, lanserade Republikanerna inte någon kandidat i distriktet. Tlaib hade därför ingen motståndare, och var i praktiken garanterad en plats i representanthuset.
Tillsammans med demokraten Ilhan Omar är hon den första muslimska kvinna som tagit plats i USA:s kongress. 2016-2018 fanns det bara två muslimska kongressledamöter (Keith Ellison och Andre Carson) båda män.
Tlaibs politiska hjärtefrågor är immigrationsfrågor, Medicare till alla, höjd minimilön och stärkta fackliga rättigheter. Hon har också demonstrerat mot Donald Trump, och blivit arresterad i samband med detta. Hon är medlem av Democratic Socialists of America.

## Familj
Rashida Tlaib är född i en palestinsk invandrarfamilj. Hon är äldst i en syskonskara av 14 barn, och hon har två egna barn. 